# Eupodotis humilis
L'otarda umile (Eupodotis humilis (Blyth, 1856)), detta anche outarde somalienne (francese) o sisón somalí (spagnolo), è una specie di uccello della famiglia Otididae. Vive in Etiopia e Somalia, nelle boscaglie e nelle praterie aride. È minacciata dalla distruzione dell'habitat.